# Witchford
Witchford är en ort och civil parish i Storbritannien.   Den ligger i distriktet East Cambridgeshire, grevskapet Cambridgeshire och riksdelen England, i den sydöstra delen av landet, 100 km norr om huvudstaden London. Witchford ligger 10 meter över havet och antalet invånare är 2 396.
Terrängen runt Witchford är mycket platt. Runt Witchford är det ganska tätbefolkat, med 120 invånare per kvadratkilometer. Närmaste större samhälle är Ely, 4,0 km öster om Witchford. Trakten runt Witchford består till största delen av jordbruksmark.